# Super Bowl XLI
Super Bowl XLI was de 41ste editie van de Super Bowl, een Americanfootballwedstrijd tussen de kampioenen van de National Football Conference en de American Football Conference waarin bepaald werd wie de kampioen werd van de National Football League voor het seizoen van 2006. Namens de NFC speelden de Chicago Bears en de AFC werd vertegenwoordigd door de Indianapolis Colts. De wedstrijd werd gespeeld op 4 februari 2007.
De Indianapolis Colts wonnen de wedstrijd nadat ze met 14–6 achter stonden na het eerste kwart van de wedstrijd om dan de laatste drie kwarten met 23 tegen 3 te winnen.

## Play-offs
Play-offs gespeeld na het reguliere seizoen.
| Geplaatste teams | Geplaatste teams                    | Geplaatste teams                   |
| Plaats           | AFC                                 | NFC                                |
| ---------------- | ----------------------------------- | ---------------------------------- |
| 1                | San Diego Chargers (West-winnaar)   | Chicago Bears (Noord-winnaar)      |
| 2                | Baltimore Ravens (Noord-winnaar)    | New Orleans Saints (Zuid-winnaar)  |
| 3                | Indianapolis Colts (Zuid-winnaar)   | Philadelphia Eagles (Oost-winnaar) |
| 4                | New England Patriots (Oost-winnaar) | Seattle Seahawks (West-winnaar)    |
| 5                | New York Jets                       | Dallas Cowboys                     |
| 6                | Kansas City Chiefs                  | New York Giants                    |

|  | Wildcard Play-offs              | Wildcard Play-offs              |                              |                      | Divisional Play-offs   | Divisional Play-offs   |                         |                         | NFC & AFC Championships | NFC & AFC Championships |  |  | Super Bowl XLI | Super Bowl XLI |
|  |                                 |                                 |                              |                      |                        |                        |                         |                         |                         |                         |  |  |                |                |
|  | Qwest Field, 6 jan.             | Qwest Field, 6 jan.             |                              |                      | Soldier Field, 14 jan. | Soldier Field, 14 jan. |                         |                         |                         |                         |  |  |                |                |
|  | Qwest Field, 6 jan.             | Qwest Field, 6 jan.             | Soldier Field, 21 jan.       |                      | Soldier Field, 14 jan. | Soldier Field, 14 jan. |                         |                         |                         |                         |  |  |                |                |
|  | Qwest Field, 6 jan.             | Qwest Field, 6 jan.             | Chicago Bears                | 27*                  |                        |                        |                         |                         |                         |                         |  |  |                |                |
|  | Seattle Seahawks                | 21                              | Chicago Bears                | 27*                  |                        |                        |                         |                         |                         |                         |  |  |                |                |
|  | Seattle Seahawks                | 21                              |                              | Seattle Seahawks     | 24                     |                        |                         |                         |                         |                         |  |  |                |                |
|  | Dallas Cowboys                  | 20                              |                              | Seattle Seahawks     | 24                     | Chicago Bears          | 39                      |                         |                         |                         |  |  |                |                |
|  | Dallas Cowboys                  | 20                              | Louisiana Superdome, 13 jan. |                      |                        | Chicago Bears          | 39                      |                         |                         |                         |  |  |                |                |
|  | Lincoln Financial Field, 7 jan. | Lincoln Financial Field, 7 jan. |                              | New Orleans Saints   | 14                     |                        | Dolphin Stadium, 4 feb. | Dolphin Stadium, 4 feb. |                         |                         |  |  |                |                |
|  | Lincoln Financial Field, 7 jan. | Lincoln Financial Field, 7 jan. | New Orleans Saints           | New Orleans Saints   | 14                     | 27                     | Dolphin Stadium, 4 feb. | Dolphin Stadium, 4 feb. |                         |                         |  |  |                |                |
|  | Philadelphia Eagles             | 23                              | New Orleans Saints           |                      |                        | 27                     | Dolphin Stadium, 4 feb. | Dolphin Stadium, 4 feb. |                         |                         |  |  |                |                |
|  | Philadelphia Eagles             | 23                              |                              | Philadelphia Eagles  | 24                     |                        | Dolphin Stadium, 4 feb. | Dolphin Stadium, 4 feb. |                         |                         |  |  |                |                |
|  | New York Giants                 | 20                              |                              | Philadelphia Eagles  | 24                     | Chicago Bears          | 17                      |                         |                         |                         |  |  |                |                |
|  | New York Giants                 | 20                              | M&T Bank Stadium, 13 jan.    |                      |                        | Chicago Bears          | 17                      |                         |                         |                         |  |  |                |                |
|  | RCA Dome, 6 jan.                | RCA Dome, 6 jan.                | RCA Dome, 21 jan.            | RCA Dome, 21 jan.    |                        | Indianapolis Colts     | 29                      |                         |                         |                         |  |  |                |                |
|  | RCA Dome, 6 jan.                | RCA Dome, 6 jan.                | RCA Dome, 21 jan.            | RCA Dome, 21 jan.    | Baltimore Ravens       | Indianapolis Colts     | 29                      | 6                       |                         |                         |  |  |                |                |
|  | Indianapolis Colts              | 23                              | RCA Dome, 21 jan.            | RCA Dome, 21 jan.    | Baltimore Ravens       |                        |                         | 6                       |                         |                         |  |  |                |                |
|  | Indianapolis Colts              | 23                              | RCA Dome, 21 jan.            | RCA Dome, 21 jan.    |                        | Indianapolis Colts     | 15                      |                         |                         |                         |  |  |                |                |
|  | Kansas City Chiefs              | 8                               |                              | Indianapolis Colts   | 38                     | Indianapolis Colts     | 15                      |                         |                         |                         |  |  |                |                |
|  | Kansas City Chiefs              | 8                               | Qualcomm Stadium, 14 jan.    | Indianapolis Colts   | 38                     |                        |                         |                         |                         |                         |  |  |                |                |
|  | Gillette Stadium, 7 jan.        | Gillette Stadium, 7 jan.        |                              | New England Patriots | 34                     |                        |                         |                         |                         |                         |  |  |                |                |
|  | Gillette Stadium, 7 jan.        | Gillette Stadium, 7 jan.        | San Diego Chargers           | New England Patriots | 34                     | 21                     |                         |                         |                         |                         |  |  |                |                |
|  | New England Patriots            | 37                              | San Diego Chargers           |                      |                        | 21                     |                         |                         |                         |                         |  |  |                |                |
|  | New England Patriots            | 37                              |                              | New England Patriots | 24                     |                        |                         |                         |                         |                         |  |  |                |                |
|  | New York Jets                   | 16                              |                              | New England Patriots | 24                     |                        |                         |                         |                         |                         |  |  |                |                |
|  | New York Jets                   | 16                              |                              |                      |                        |                        |                         |                         |                         |                         |  |  |                |                |

* Na verlenging